# Liponeura cypria
Liponeura cypria är en tvåvingeart som beskrevs av Peter Zwick 1978. Liponeura cypria ingår i släktet Liponeura och familjen Blephariceridae.
Artens utbredningsområde är Cypern. Inga underarter finns listade i Catalogue of Life.